# Assessment center
Az assessment center vagy AC az új munkatársak kiválasztása során alkalmazott módszer, amelynek célja, hogy a kiválasztandó jelöltek várható beválását felmérjék. A jelölteket a betöltendő munkakörre jellemző feladatok elé állítják, és viselkedésükből, reakcióikból igyekeznek arra következtetni, hogy hogyan boldogulnának az adott munkakörben. A módszer előnye, hogy az általa kiválasztott jelöltek beválása általában jobb, mivel kiválasztásuk nemcsak verbális, hanem gyakorlati tapasztalatokra is alapozódik. Magyarra a módszert értékelő központnak fordítják, de az angol név használata a kiválasztással foglalkozók körében elterjedtebb.

## Eredete
A módszert a német hadsereg, a Wehrmacht fejlesztette ki az első világháború után a tisztek kiválasztására. A többnapos eljárás során, katonai vezetők, pszichológusok értékelték a jelölteket. A módszer részét képezték tesztek, gyakorlati feladatok és katonai alakulatok bevonásával végrehajtott életszerű harci cselekmények is. A jelölteket stresszhelyzetbe hozták, hogy minél pontosabb képet alkothassanak a nyomás alatt várható teljesítményükről. A második világháború során a brit és az amerikai hadsereg is átvette a módszert, majd a közigazgatási vezetők kiválasztása terén is alkalmazni kezdték. A háború után az üzleti életben, nagyvállalatoknál is elterjedt a módszer, egyik fő fejlesztője az amerikai AT&T telefontársaság volt. Fejlesztésük nyomán a módszer gyorsan elterjedt világszerte a nagy gazdasági szereplők körében.

## Az assessment center felépítése
A módszer alkalmazására a betölteni kívánt munkakör és a vállalat elemzése alapján kerülhet sor. A HR-szakemberek ennek alapján határozzák meg, hogy mik azok a kompetenciák, amelyeknek meglétét a kiválasztás során mérni kell.
Az assessment center több órát, akár egy vagy több napot is igénybe vehet. A jelöltek a feladatokat csoportban, párban vagy egyedileg oldják meg. Ez lehetőséget nyújt az értékelők számára, hogy az egyes szakemberek feladat- és problémamegoldási módszereit egymáshoz viszonyítva is értékeljék. A kiválasztási módszer nagyon fontos célja, hogy a jelöltek közösségi viselkedéséről képet alkossanak általa.
Az üzleti életben alkalmazott feladatok lehetnek egyediek, készülhetnek az adott alkalomra is, és igazodhatnak az iparághoz, a feladattípushoz, sőt akár a betölteni kívánt pozícióhoz és a céges kultúrához.
A feladatok között szerepelhetnek egyebek mellett:
- szituációs gyakorlatok,
- prezentációs gyakorlatok,
- tesztek,
- interjúszituációk.

Az értékelés végén a HR-szakemberek visszajelzést adnak a jelöltnek.

## Értékelők
A résztvevők a feladatokat zsűri jelenlétében hajtják végre, amely ily módon képes a különböző jelölteket értékelni, összevetni. Az értékelők többnyire a pozíciót meghirdető cég vezetői, HR-szakemberei és a kiválasztásban közreműködő tanácsadó cég munkatársai közül kerülnek ki. Velük szemben elvárás a szakirányú végzettség, a kiválasztási tapasztalat vagy az adott szakterületen szerzett mély tapasztalat.

## A szöveg forrása
- Assessment center (AC) - Cafepedia blog - HR Café, 2011.08.22. (A szerző engedélyével.)